# Leucospis affinis
Leucospis affinis är en stekelart som beskrevs av Thomas Say 1824. Leucospis affinis ingår i släktet Leucospis och familjen Leucospidae. Inga underarter finns listade i Catalogue of Life.